# 庫曼庫
庫曼庫（法語：Koumankou），是馬里的城鎮，位於該國南部，由錫卡索區的錫卡索省負責管轄，處於錫卡索西北面101公里，面積243平方公里，海拔高度341米，2009年人口4,227，人口密度每平方公里17人。